# Maschile singolare
Maschile singolare je italský hraný film z roku 2021, který režírovali Alessandro Guida a Matteo Pilati podle vlastního scénáře.

## Děj
Antonio je mladý architekt, který je ale bez práce a poté, co ho opustil jeho manžel Lorenzo, na kterém byl ve všech ohledech závislý, je zcela bez prostředků. Pronajme si pokoj v bytě u Denise, který mu dohodí práci v pekárně u svého kamaráda Luca. Antonio se snaží vyrovnat s rozchodem, začne navštěvovat kurs pro cukráře a také navazuje jednorázové známosti. Nakonec se seznámí s Thomasem, který přijel z Milána a v Římě je jen dočasně. Jejich vztah vyvolá žárlivost u Luca. Po nečekaném úmrtí Denise při autonehodě se Antonio rozhodne, jak naloží dál se svým životem.

## Obsazení
| Giancarlo Commare    | Antonio        |
| Eduardo Valdarnini   | Denis          |
| Michela Giraud       | Cristina       |
| Gianmarco Saurino    | Luca           |
| Carlo Calderone      | Lorenzo        |
| Barbara Chichiarelli | Orsola         |
| Lorenzo Adorni       | Thomas         |
| Alberto Paradossi    | Paolo          |
| Manuela Spartà       | Maria Vittoria |
| Elisabetta De Vito   | Irma           |
| Samuele Picchi       | Virginio       |